# Skateboarding

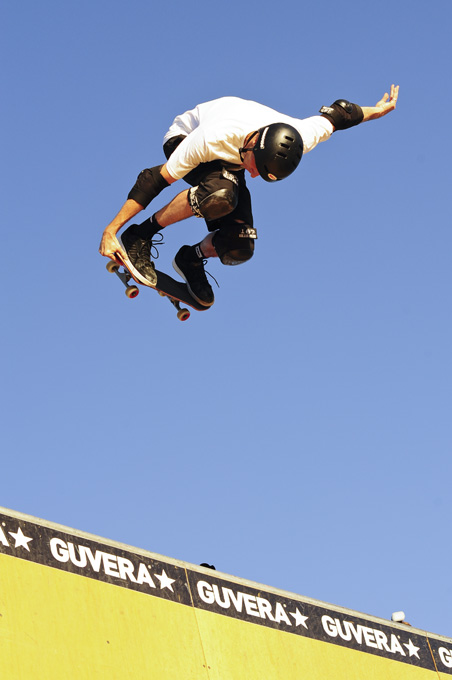
Tony Hawk je jeden z nejúspěšnějších a nejvlivnějších průkopníků moderního skateboardingu

Skateboarding je olympijský sport, někdy v médiích označován jako extrémní sport, ve kterém se používá skateboard k jízdě a provádění triků. Člověk, který se tomuto sportu věnuje se nazývá skater, skateboarder, skateboardista nebo slangově skejťák nebo rider (jezdec).
Skateboarding lze chápat i jako rekreační aktivitu, umění, práci nebo typ dopravního prostředku. Během let se průběžně skateboarding velice měnil co se týče triků, stylu jízdy a stavby samotných skateboardů. Zpráva z roku 2002 od American Sports Data zjistila, že na světě je 18,5 miliónů skateboardistů. 85 procent z dotázaných byli mladší osmnácti let a 74 procent z dotázaných byli muži.
Skateboarding vznikl v 50. letech 20. století. K zásadnímu vývoji došlo na začátku sedmdesátých let, kdy si Američan Frank Nasworthy nasadil na svůj skateboard polyuretanová kolečka Roller Sports. Díky uretanu skateboarding rychle získával na popularitě, zvyšoval se zájem o vybavení a rostla konkurence mezi výrobci a promotéry. Moderní vybavení bylo ovladatelnější a přineslo nové možnosti. Prkna létala rychle i na popraskaném asfaltu, obrubníky sloužily ke skokům a zdi jako první rampy. Skejťáci vtrhli do měst i na pobřežní promenády a „surfovali“ na betonových vlnách, tedy ve vypuštěných vodních nádržích, v korytech městských akvaduktů. Později i v betonových bazénech a skateparcích, které začaly po roce 1974 vyrůstat především v Kalifornii a na Floridě. Alan Gelfand udělal první ollie (výskok jen z odrazu prkna o asfalt) a Rodney Mullen první kickflip. Olympijská premiéra skateboardingu proběhla na Letních olympijských hrách 2020.

## Vznik a historie

### 1950–1960

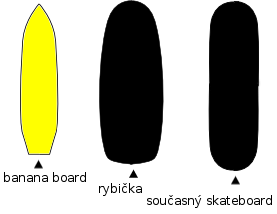
Obrázek popisující tvary skateboardů.

Skateboarding se ve Spojených státech objevil začátkem padesátých let, kdy surfaři hledali zábavu i na souši. Inspirací se jim staly „koloběžky“ skate carts, s podvozky z kolečkových z bruslí namontovanými na dřevěné desce a s bedničkou místo řídítek, na kterých jezdily děti po celých Spojených státech. Kalifornští surfaři přimontovali tytéž podvozky na malou dřevěnou desku ve tvaru surfu a rozjeli se do ulic. Jejich zábava se začala označovat jako „chodníkové surfování” (sidewalk surfing) a to kvůli stylu jízdy a manévrům nacvičeným ve vlnách. V roce 1962 uzavřel jednen z průkopníků Mark Richards smlouvu s firmou Chicago Roller Skate Company o sériové výrobě skateboardů Roller Derby s hliněnými kolečky a jednoduchými plechovými podvozky lisovanými ze silného plechu a odpružené kusem gumy. Takové byly použity o dalších dvacet let později i na legendárním českém prkénku Esarol z výrobního závodu Elektrodružstvo Praha. Výrobci surfů, jako například Makaha či Hobie, začali vyrábět skateboardy a jejich závodní týmy tyto výrobky propagovaly. Popularitu surfování na souši pozvedl i časopis Skateboard Magazine vydávaný od roku 1965. Toho roku začala vysílat televize mistrovství USA ve skateboardingu. Vzestup nového sportu dokládají prodejní statistiky Makahy, která mezi lety 1963 a 1965 vydělala 10 miliónů dolarů. Nicméně v roce 1966 prodeje výrazně poklesly a vydávání časopisu Skateboard Magazine bylo pozastaveno. Popularita skateboardingu klesala až do začátku sedmdesátých let.

### 1970
Na začátku sedmdesátých let se ale na trhu objevila kolečka z polyuretanu. První ryze skateboardové byly Cadillac Wheels, které Frank Nasworthy vyráběl ve Virginii v továrně Creative Urethans. „Gumová“ kolečka zlepšila jízdní vlastnosti co se týče rychlosti a setrvačnosti. Když se v roce 1973 začala prodávat, popularita skateboardingu opět narostla. Firmy začaly investovat do vývoje nových technologií a začaly vyrábět trucky (nápravy) speciálně navržené pro skateboardy. Vybavení se tím stalo kompaktnější, desky z kanadského javoru byly širší a delší, což dávalo jezdcům na prknech větší jistotu. S vývojem nových plastických hmot se na trhu objevily i „banana boardy“ z polypropylenu. Byly úzké, pružné a velice populární v polovině sedmdesátých let a prodávaly se v mnoha zářivých barvách, nejčastější však byla jasně žlutá.

Surfaři a skateři Ty Page, Bruce Logan, Bobby Piercy, Kevin Reed a zejména Z-Boys (ze surfshopu Zephyr ve Venice v Kalifornii) začali v období sucha v roce 1975 jezdit ve vypuštěných bazénech. Nastartovali nový trend skateboardingu, kdy jezdci mohli jezdit rychleji a provádět nebezpečnější triky jako například slajdy (slide) na hraně bazénu nebo fronside/backside otočky ve vzduchu (frontside/backside airs). Po celém západním pobřeží USA vyrostlo nespočet skateparků a sport se rozdělil do více disciplín, charakteristických výbavou a sortimentem triků. Majitelům skateparků ale byla ukládána větší zodpovědnost, ceny za pojištění se zvyšovaly a výsledkem bylo, že mnoho sportovišť ukončilo provoz kvůli zadlužení. Skateři si stavěli vlastní rampy na dvorcích i zahradách a skateboarding na začátku osmdesátých let znovu upadal. Během tohoto období se ale stále utvářely charaktery a styl jízdy.

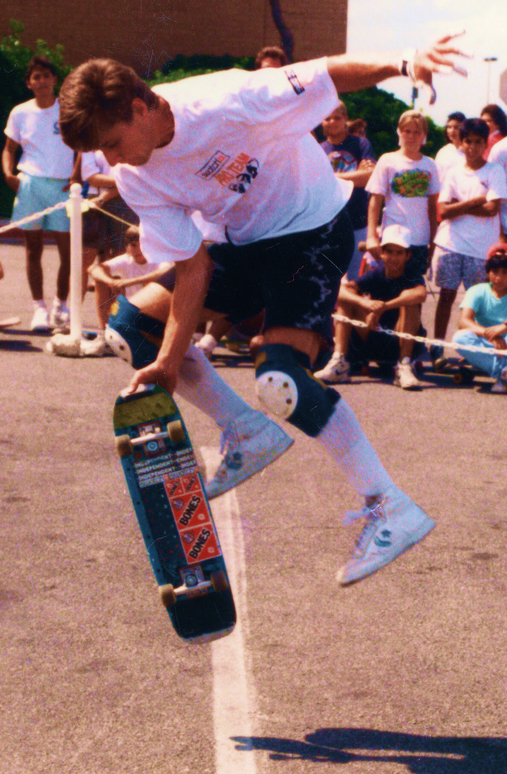
Rodney Mullen v roce 1988

### 1980
S objevem ollie a zdokonalováním známých fíglů s otáčením se přes ruku přicházely další možnosti, jak provádět v u-rampách atraktivní triky. Množství skaterů ale nikdy nezakusilo jízdu ve vertikální rampě. Většina z nich si nemohla dovolit postavit vlastní nebo do ní neměli snadný přístup. Progres dalšího období hnaly vpřed firmy, které zpočátku ještě cílily na vertikální skateboarding a fungovaly díky popularitě skateboardistů, jako byli Duane Peters, Christian Hosoi či tým Bones Brigade pod vedením Stacyho Peralty. Rostla ale popularita jízdy po ulicích (street skating) i technického skateboardingu (freestyle). Bones Brigade se stala ikonou a její členové zásadními postavami světového skateboardingu. Tony Hawk a Steve Caballero byli hvězdami u-rampy, Lance Mountains propagoval streetstyle a Rodney Mullen byl nepřekonatelným šampionem ve freestyle. Vynašel množství základních triků moderního street skatingu, například kickflip a imposible. V letech 1981–1991 zvítězil na 34 mistrovstvích po celém světě. Vliv freestylu na street skating byl ale v polovině osmdesátých let zatím jen nepatrný, na ulicích se stále jezdilo na „rybičkách“, širokých prknech s krátkou špičkou a plastovými lištami na slajdování. Ke konci osmdesátých let nicméně nabýval street skating na síle a začátkem devadesátých let téměř opadl zájem o vertikály.

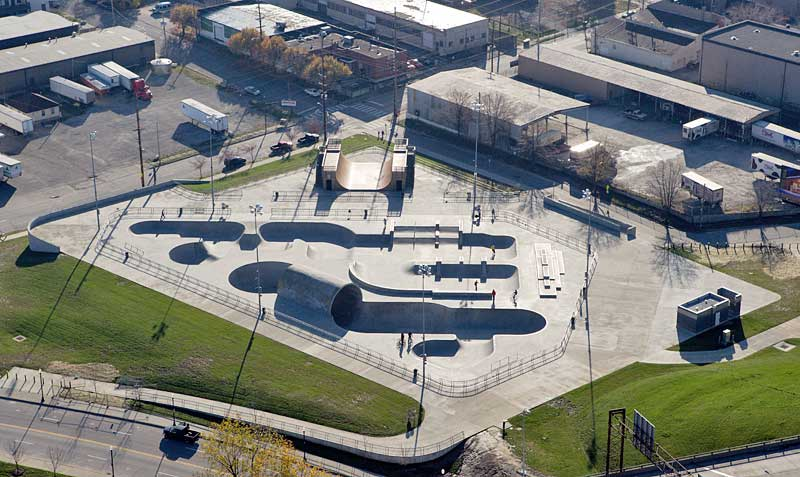
Louisville Extreme Park, Kentucky, USA

### 1990 až současnost
Dnešní skateboardy mají šířku 7 1/4 až 9 palců a délku obvykle 32 palců. Kolečka se vyrábějí z extrémně tvrdého polyurethanu s nejtvrdším durometrem (tvrdostí) zhruba 99a. Kolečka jsou poměrně malá,  prkna jsou lehčí, takže je možné snadněji zrychlit a když je překážka blízko lze se na ní lépe rozjet. Parametry prken se od 70. let dramaticky měnily, ale od 90. let zůstávají téměř stejné. Tvar dnešního skateboardu je odvozen od freestylových prken z 80. let, ale na rozdíl od nich má symetrický tvar a je užší. Od poloviny devadesátých let jsou tyto desky standardem.
Po roce 2004 začal být komunitou uznáván tzv. Go Skateboarding Day iniciovaný skupinou skateboardových firem za účelem propagace a zviditelnění skateboardingu ve světě.

## Skateboarding v Čechách a na Moravě

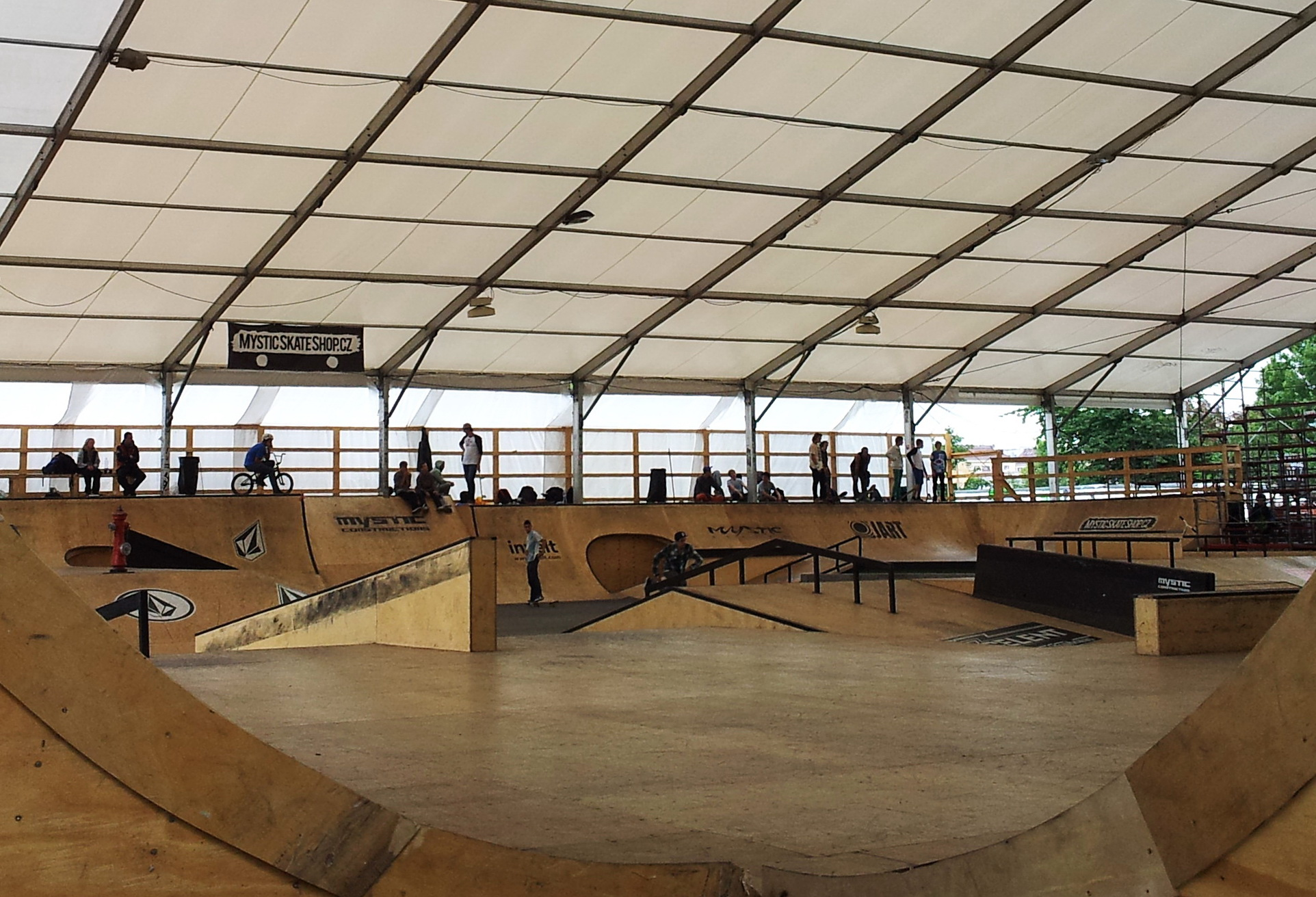
Skatepark Štvanice v Praze

V Československu se začal rozvíjet na konci sedmdesátých let. První vlna se tudy prohnala na amatérsky postavených nebo laciných skateboardech dovezených ze zahraničí, druhá v polovině osmdesátých let na těžce posháněném profesionálním vybavení. Důležitými mezníky bylo založení neoficiální České skateboardové asociace v roce 1981. V září 1985 navštívili Brno, Prahu, Plzeň a Karlovy Vary ambasadoři americké firmy Powell&Peralta – Claus Grabke a Shane Rouse. O rok později se za účasti zahraničních jezdců konaly první mezinárodní závody v Olomouci. V červnu 1987 byl zvolen předsedou Evropské skateboardové asociace Martin Kopecký a v červenci navštívil summercamp v Prachaticích americký profesionál Mark Gonzales. Vrcholem snažení česko-moravské skateboardové komunity byly závody CS Open v říjnu 1987 v Brně, o rok později mistrovství Evropy v Praze (Euroskate) a v říjnu 1989 finálový závod Evropského poháru v Brně. V roce 1989 založil Martin Kopecký spolu s Janem Šikem a Tomášem Potůčkem první českou skateboardovou distribuční společnost – Rock‘n‘Roll.  
V Praze na ostrově Štvanice se od léta 1994 každoročně koná závod Mystic Sk8 Cup, který je jedním z nejstarších závodů v Evropě. Na mnoha místech po celé České republice v současnosti fungují a vyrůstají skateparky díky spolupráci měst i obcí a firmy Mystic Construction. Nejoblíbenější skateboardová místa v Praze jsou Skatepark Štvanice a Stalinův pomník (Stalin). Češi mají vlastní zaběhlý slang, některé triky se nazývají úplně jinak než jak je tomu v oficiálním názvosloví, například kickflip → kino, 360 flip → var, hardflip → hadr, varial heelflip → varhel, atd.
Mezi největší jména českého skateboardingu v současnosti patří Petr Horváth, Martin Pek, Tomáš Stejskal, Maxim Habanec, Jan Malý, David Luu ad.

## Technika

### Postoje

Ukázka jak vypadají rotace FS je zkratka pro frontside a BS pro backside. Na tomto obrázku je to popsáno pro postoj regular, pro goofy by to bylo přesně naopak.

Základní postoje jsou dva: goofy, kde je pravá noha u předních šroubů a levá na zadních (levou se jezdec odráží) a regular, kde je levá noha u předních šroubů a pravá na zadních (jezdec se odráží pravou). 
Jezdec se při jízdě standardně odráží zadní nohou, přičemž druhá je umístěna na předních šroubech. Druhým stylem jízdy je tzv. mongo při kterém noha, která má být na předních šroubech je na zadních a noha, kterou se jezdec odráží, se dodává dopředu. Tento styl jízdy je považován za méně vhodný.

### Základní triky

#### Ollie
Ollie je základní skateboardingový trik a odvozuje se od něj většina ostatních skateboardingových triků. Přední noha je při něm umístěna před přední šrouby nebo doprostřed prkna. Pokud má jezdec nohu delší než desku, tak by měla špička přesahovat hranu desky. Zadní noha je umístěna špičkou na tailu desky. K samotnému výskoku dochází za pomocí stlačení tailu desky zadní nohou a následného táhnutí přední nohy směrem nahoru po gripu. Existuje až 15 variací ollie, mezi které patří zejména switch ollie, nollie a fakie ollie.

#### Backside 180
Backside 180 je trik, při kterém uděláte ollie s rotací o 180 stupňů směrem dopředu. Jeďte jako na ollie, ale dejte si nohy dál od sebe pokrčte se. Jak budete dělat ollie, tak sebou zároveň švihnete směrem dopředu o 180 stupňů. Jakmile budete ve vzduchu v rotaci 90 stupňů ocitnete se zády oproti směru jízdy. Backside 180 se lépe dělá, když máte ještě před skokem hlavní těžiště těla na špičce přední nohy. Zkrácený název tohoto triku je BS 180.

#### Frontside 180
Frontside 180 točíte na opačnou stranu než Backside 180, čili tam, kde máte záda. Nohy mějte jako na ollie, ale přední nechte trochu přečuhovat, lépe se vám deska udrží pod nohama. Udělejte ollie a jak budete ve vzduchu, švihněte dozadu o 180 stupňů. Jakmile budete ve vzduchu v rotaci 90 stupňů budete čelem ve směru jízdy. Frontside 180 se lépe dělá, když máme ještě před skokem hlavní těžiště těla na patě zadní nohy. Zkrácený název tohoto triku je FS 180.

Kickflip

#### Kickflip
Jde o trik, při kterém se vám skate protočí pod nohama o 360° podél horizontální osy. Je dost náročný a vyžaduje hodně cviku. Jeďte rychlostí, která vám vyhovuje, přední nohu dejte někam mezi šrouby a prostředek, zadní dejte na tail. Zadní nohou přidupněte tail, odrazte se, přední nohu nahněte jako u ollie a pokud jste goofy, kopněte směrem doprava a dopředu, k pravé straně noseu, pokud jste regular, tak kopete naopak doleva k levé straně. Špičkou nohy, která přejede přes hranu noseu pak způsobíte rotaci o 360°. Je třeba dát si pozor na to, abyste nekopali směrem dolů, ale snažili se vykopnout spíš směrem nahoru, jako bychom kopali “skrz” skateboard. Při letu se vám skate pod nohama přetočí, pak přední nohu nasměrujete zpět nad desku, dopadnete a odjedete (je důležité abyste zastavili rotaci skejtu zadní nohou, aby se skejt nepřetočil). V českém skateboardovém slangu se tento trik nazývá kino. Podobný trik je heelflip, kdy skateboard také udělá rotaci o 360°, ale na opačnou stranu. Kopete na druhou stranu, takže vaše pata přejede přes hranu, místo špičky nohy a způsobí rotaci.

#### Manual
Jízda po zadních dvou kolečkách se nazývá manual, po předních nosemanual.

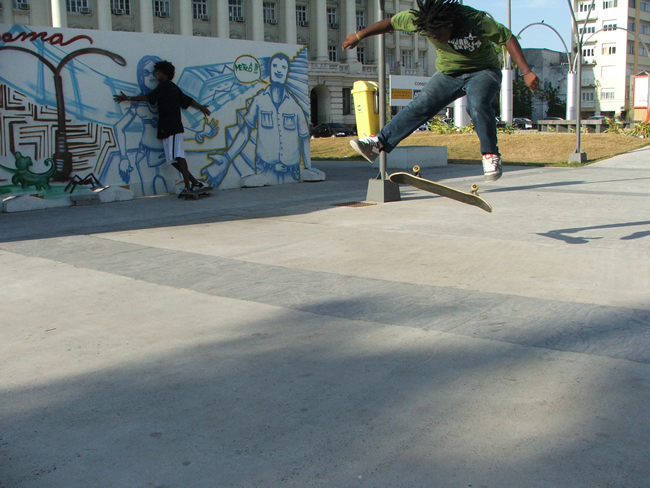
Heelflip

#### Heelflip
Pojedete rychlostí která vám je přirozená, dáte si přední nohu ke šroubům ať vám kousek špičky vylézá ven. Poté kopnete přední nohou od sebe ven a vyskočíte a zkusíte trik dopadnou.

#### Varial kickflip
Jedná se o trik už pro pokročilé ale musíte umět kickflip. Varial kickflip je něco jako kickflip akorát protočíte skateboard o 360 stupňů dolů, a o 180 stupňů do boku před sebe. Skateboardovém slangu se tomuhle triku “říká var kino”. Poté ve skateboardingu máme podobný trik a říkáme mu 360 flip.

#### 360-flip
360-flip je něco jako varial flip akorát skateboard protočíte o 360 stupňů a uděláte kickflip před sebe a tím pádem uděláte 360 shov-it tento trik je spojením dvou triků: kickflipem a 360 shov-item. Ve skateboardovém slangu se tomuhle triku říká “var”. K tomuto triku musíte umět kickflip a 360 shove-it.

#### Backside 180 kickflip
Jedná se o trik spojením triků:backside 180 a kickflip. Stačí udělat backside180 a pomalu začít kopat kickflip. Vyskočit nohama a snažit se mít trik pořad pod nohama a dávat jsi pozor a nedopadnete do “prima”.

#### Half-cab flip
K tomuto triku potřebujete umět half-cab.
Uděláte fakie backside a jak jste v půlce rotace tak uděláte kickflip. Tento trik je těžší na provedení, ale je velice pěkný v rychlosti.

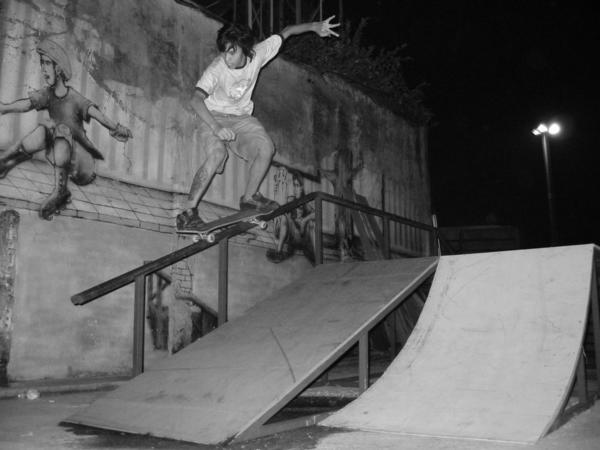
BS 50-50 grind

#### FS 50-50 grind
Postavte se do pozice jako na ollie, přijíždějte čelem k vybraný překážce normální rychlostí a udělejte olliečko. Natočte tělo do směru překážky a dopadněte oběma truckame na překážku. Teď jedete po překážce a balancujete, dokud začnete ztrácet rychlost, nebo se dostanete na konec překážky. Tak stlačte lehce tail (to způsobí to, že se na konci překážky nepřekotíte dopředu) a sjeďte pohodlně z překážky. Pro větší efektnost můžete udělat z překážky olliečka.

#### BS 50-50 grind
Na Bs 50-50 je lepší abyste už uměli FS. Takže jedete k překážce a jste k ní zády, proto se na ní hůř trefujou treky. Udělejte ollie a točte se směrem na Bs abyste se dostali do směru překážky. Dopadněte na treky a balancujte. Jeďte si jak dlouho chcete a pak sjeďte nebo udělejte z překážky ollie (vypadá to mnohem lépe). Víc vám o tom asi neřeknu, prostě to chce jen trénovat a trénovat.

## Zajímavosti

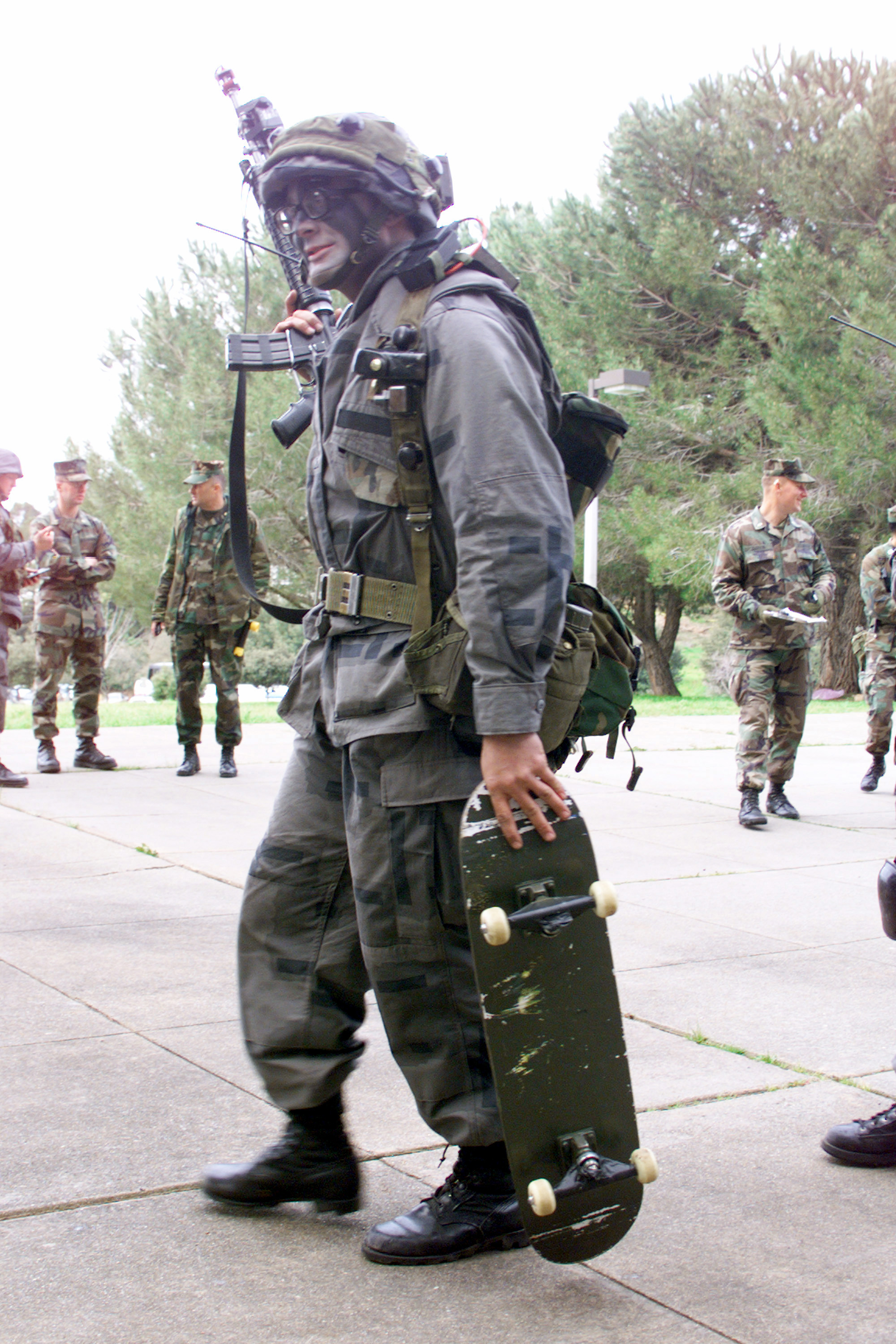
Voják se skateboardem během cvičení "Urban Warrior '99".

- Světový rekord v ollie drží Danny Wainwright, který tímto trikem překonal výšku 113 cm. Pro srovnání český rekord činí 101 cm, pokořil ho Adam Pelc.[5]
- Skateboard se používá i v armádě. K manévrování uvnitř budov s cílem odhalení drátů, které by mohly spustit pasti.
- 9. července 2009 přeskočil Američan Danny Way legendární Velkou čínskou zeď. Nejdříve tuto překážku pokořil olliečkem a poté trikem BS 360.
- Skateboarding je zaznamenán v mnoha filmech. Ve snímku Sk8aři (Deck Dogz), můžete vidět i skateboardingovou legendu Tony Hawka a jeho otočku o 540 stupňů. Tony Hawk předvedl jako první člověk v soutěži X-Game otočku o 900 stupňů. Na skateboarding narazíte ve filmech jako Skřípění (Grind), Street Dreams, Skate or Die, Vrať se ke dřezu (Dishdogz) nebo Mid 90s.
- Oblečení na skateboarding či snowboarding vyrábí v Čechách a na Moravě kolem deseti velkých  firem, což je v celosvětovém kontextu anomálie. Mezi největší tuzemské značky patří Horsefeathers (z Plzně), Meatfly (z Brna), Nugget (z Brna), Vehicle a Funstorm (z Podještědí).[6]